# ジャーナリスト宅盗聴事件
ジャーナリスト宅盗聴事件（ジャーナリストたくとうちょうじけん）は、ジャーナリスト山岡俊介の自宅に2000年12月頃から翌2001年2月頃にかけて盗聴器が仕掛けられた事件。
別名武富士スキャンダルとも言われる。

## 概要
大手消費者金融会社である武富士の社員だった男が探偵社に依頼して盗聴器を仕掛けたことを自ら山岡に告発したことから、本事件が発覚した。
男は、盗み出した武富士の内部資料を事件屋の大塚万吉こと趙万吉に渡したため、業務上横領容疑で逮捕された。その取調べの中で、男は盗聴が武富士トップの武井保雄からの指示であったと供述したため、最終的に社長の武井も逮捕された。男を趙に引き合わせたのは山岡である。趙は、武富士に内部資料を1億円で買い取らせようと恐喝未遂事件を起こしたため逮捕され、裁判で懲役1年8か月の実刑判決が確定している。
2004年4月7日、山岡と武富士との間で示談が成立。山岡は示談金は合法的な金員であると主張している。